# Gerard Monaco
Gerard Leo Joseph Monaco (Greenwich, Londres, 16 de julio de 1979) es un actor de cine, televisión y teatro británico, formado en la Royal Academy of Dramatic Art.

## Carrera
La primera película de Monaco fue Vera Drake de Mike Leigh. Desde entonces ha tenido papeles en películas como Bright Star de Dame Jane Campion  Pirates of the Caribbean: On Stranger Tides (dirigida por Rob Marshall), de Jerry Bruckheimer, y Starter for Ten.
La carrera teatral de Monaco incluye la reposición en 2009 de Lindsay Posner de la obra de Arthur Miller Una vista desde el puente, en la que Monaco debutó en el West End theatre interpretando a Marco, junto a Mary Elizabeth Mastrantonio, Ken Stott y Hayley Atwell.
Ha aparecido en varias obras del National Theatre de Londres, incluida la última producción de Steven Pimlott, The Rose Tattoo'] de Tennessee Williams protagonizada por Zoë Wanamaker (Pimlott murió en la segunda semana de ensayos y el director artístico Nicholas Hytner asumió la dirección). También ha actuado junto a Lesley Manville en el estreno de la obra de Rebecca Lenkiewicz, Her Naked Skin (dirigida por Howard Davis) y Fiona Shaw en la producción de Deborah Warner de Madre Coraje y sus hijos.
Monaco ha actuado en varios otros teatros de todo el país, especialmente en el Finborough Theatre, donde actuó junto a Victor Spinetti en una producción a dos manos de "Albert's Boy" de James Graham. Su trabajo televisivo incluye papeles en As If, Eastenders, The Bill, Holby City, Rome, The Passion, Ashes to Ashes, Any Human Heart y Episodes.
En 2007, Monaco fue nominado para el premio BBC New Talent New Filmmaker Award por su cortometraje The Crusader, que escribió y dirigió.

## Filmografía
| Año  | Título                                         | Rol                              | Notas      |
| ---- | ---------------------------------------------- | -------------------------------- | ---------- |
| 2002 | The Great Dome Robbery                         | Aido Ciarrocchi                  |            |
| 2004 | Vera Drake                                     | Kenny                            |            |
| 2004 | Sky Captain and the World of Tomorrow          | Technician                       |            |
| 2006 | Starter for 10                                 | Waiter                           |            |
| 2009 | Bright Star                                    | Charles Dilke                    |            |
| 2011 | Pirates of the Caribbean: On Stranger Tides    | Spanish Officer                  |            |
| 2011 | 360                                            | Airport Official (Security Desk) |            |
| 2011 | National Theatre Live: The Kitchen             | Raymondo                         |            |
| 2012 | The Grind                                      | Jack (Lad 1 in Bar)              |            |
| 2013 | The Counselor                                  | Hotel Waiter                     |            |
| 2014 | National Theatre Live: A Small Family Business | Rivetti brothers                 |            |
| 2014 | Exodus: Gods and Kings                         | Scientist                        | Uncredited |
| 2015 | Point Break                                    | Interpol Agent                   |            |
| 2017 | Star Wars: The Last Jedi                       | First Order Commander            |            |
| 2018 | Mamma Mia! Here We Go Again                    | Alexio                           |            |
| 2018 | Holmes & Watson                                | Titanic Ship Officer             |            |